# Synagoga Nachlas Izrael w Kownie
Synagoga Nachlas Izrael w Kownie (lit. Sinagoga Nachlas Izrail) – żydowski dom modlitewny znajdujący się w Kownie przy ul. Gedimino 26b. 
Została zbudowana w 2. połowie XIX wieku jako jednopiętrowy drewniany budynek. Obok niej architekt Leon Markowicz zaprojektował murowany budynek należący do gminy żydowskiej (adres Gedimino 28a).